# NTX
El NTX, o Wiener Boerse New Europe Blue Chip Index, es un índice bursátil de la bolsa de Viena compuesto de 30 de los principales valores por capitalización bursátil de los países de la Europa Central.

## Composición
| Símbolo  | Sociedad                                  | País            | Peso en el índice | Sector             |
| -------- | ----------------------------------------- | --------------- | ----------------- | ------------------ |
| ANDR AV  | Andritz                                   | Austria         | 2.94 %            | Industria          |
| BRD RO   | BRD - Groupe Société Générale             | Rumania         | 1.14 %            | Finanzas           |
| BRE PW   | BRE Bank                                  | Polonia         | 1.33 %            | Finanzas           |
| CEZ CD   | ČEZ                                       | República Checa | 7.2 %             | Electricidad       |
| EBS AV   | Erste Group Bank                          | Austria         | 8.84 %            | Finanzas           |
| HTRA ZA  | T-Hrvatski Telekom                        | Croacia         | 1.35 %            | Telecomunicaciones |
| IIA AV   | Immofinanz                                | Austria         | 2.62 %            | Finanzas           |
| KGH PW   | KGHM Polska Miedź                         | Polonia         | 6.64 %            | Materiales         |
| KOMB CD  | Komerční banka                            | República Checa | 2.43 %            | Finanzas           |
| KRKG SV  | Krka dd                                   | Eslovenia       | 1.61 %            | Salud              |
| MOL HB   | MOL                                       | Hungría         | 4.44 %            | Energía            |
| MTEL HB  | Magyar Telekom                            | Hungría         | 1.08 %            | Telecomunicaciones |
| NWR CD   | New World Resources                       | República Checa | 1.01 %            | Materiales         |
| OMV AV   | OMV                                       | Austria         | 4.64 %            | Energía            |
| OTP HB   | OTP Bank                                  | Hungría         | 4.69 %            | Finanzas           |
| PEO PW   | Bank Pekao SA                             | Polonia         | 5.24 %            | Finanzas           |
| PGE PW   | Polska Grupa Energetyczna                 | Polonia         | 4.25 %            | Energía            |
| PGN PW   | PGNiG                                     | Polonia         | 1.88 %            | Energía            |
| PKN PW   | PKN Orlen                                 | Polonia         | 3.74 %            | Energía            |
| PKO PW   | PKO Bank Polski                           | Polonia         | 6.68 %            | Finanzas           |
| PZU PW   | Powszechny Zakład Ubezpieczeń             | Polonia         | 4.72 %            | Finanzas           |
| RBI AV   | Raiffeisen Zentralbank                    | Austria         | 1.99 %            | Finanzas           |
| RICHT HB | Richter Gedeon Nyrt.                      | Hungría         | 1.75 %            | Salud              |
| SPTT CD  | Telefónica O2 Czech Republic              | República Checa | 2.22 %            | Telecomunicaciones |
| TKA AV   | Telekom Austria                           | Austria         | 2.87 %            | Telecomunicaciones |
| TPS PW   | Telekomunikacja Polska                    | Polonia         | 2.63 %            | Telecomunicaciones |
| VER AV   | Verbund AG                                | Austria         | 1.88 %            | Servicios          |
| VIG AV   | Wiener Städtische Allgemeine Versicherung | Austria         | 2.36 %            | Finanzas           |
| VOE AV   | Voestalpine                               | Austria         | 4.42 %            | Materiales         |
| WIE AV   | Wienerberger                              | Austria         | 1.41 %            | Industria          |